# Motor impulsado por agua

Animación de un motor de agua basado en la obra Lexikon der gesamten Technik (1904)

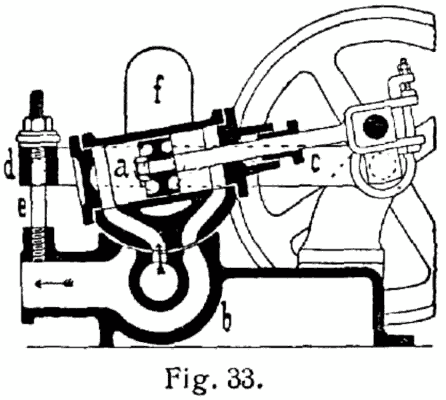
Sección transversal de detalle, de la obra Lexikon der gesamten Technik (1904)

El motor impulsado por agua (o también simplemente motor de agua) es un antiguo mecanismo de desplazamiento alternativo, a menudo muy parecido a una máquina de vapor con pistones y válvulas similares, que es accionado por la presión del agua. El suministro de agua puede proceder de una fuente natural entubada, de una red de abastecimiento, o ser un suministro de agua de alta presión especializado, como el que proporcionaba la "Compañía de Energía Hidráulica de Londres". Las tuberías de agua en el siglo XIX a menudo operaban con presiones de 0,30 a 0,37 megapascales, mientras que las compañías de energía hidráulica suministraban agua a una presión más alta, de hasta 5,5 megapascales.
A finales del siglo XIX, el término motor de agua se aplicó también de forma general a pequeñas turbinas de tipo Pelton (como por ejemplo, el Motor de Agua Whitney), que se podían accionar desde un punto de suministro de agua de la red, y se usaban principalmente para mover mecanismos ligeros, como máquinas de coser.
En el siglo XIX, los términos motor hidráulico y motor de agua hacían referencia de forma indistinta a cualquier tipo de motor accionado por la presión de un líquido, incluidos los motores impulsados por agua propiamente dichos y los motores hidráulicos (principalmente turbinas) utilizados en la generación de energía hidráulica. En la actualidad, el término motor de agua, a menos que se especifique lo contrario, hace referencia a un propulsor electroquímico que utiliza como fuente de generación de hidrógeno la electrólisis del agua, mientras que el término motor hidráulico se refiere más específicamente a aquellos mecanismos que funcionan con un fluido en los circuitos hidráulicos cerrados de las máquinas hidráulicas.

## Descripción
Debido a que el agua es incompresible, el mecanismo de la válvula en los motores de agua es más complicado que el usado en las máquinas de vapor, y algunos motores de agua incluso tenían un pequeño motor secundario únicamente para controlar el funcionamiento de sus válvulas. Cerrar una válvula demasiado rápido puede provocar presiones muy grandes y hacer explotar las tuberías (un fenómeno similar al golpe de ariete), y además de las válvulas diseñadas para cerrarse lentamente, muchos motores de agua utilizaban cámaras de aire para proporcionar cierta absorción de las fuerzas resultantes, al comprimir el aire en su interior.

## Historia
No está claro cuándo o dónde se inventaron los motores de agua, pero es posible que se usaran por primera vez en las minas en el centro de Alemania; sin duda, Robert Fludd describió tal dispositivo después de haber visitado Alemania alrededor de 1600.

## Aplicaciones

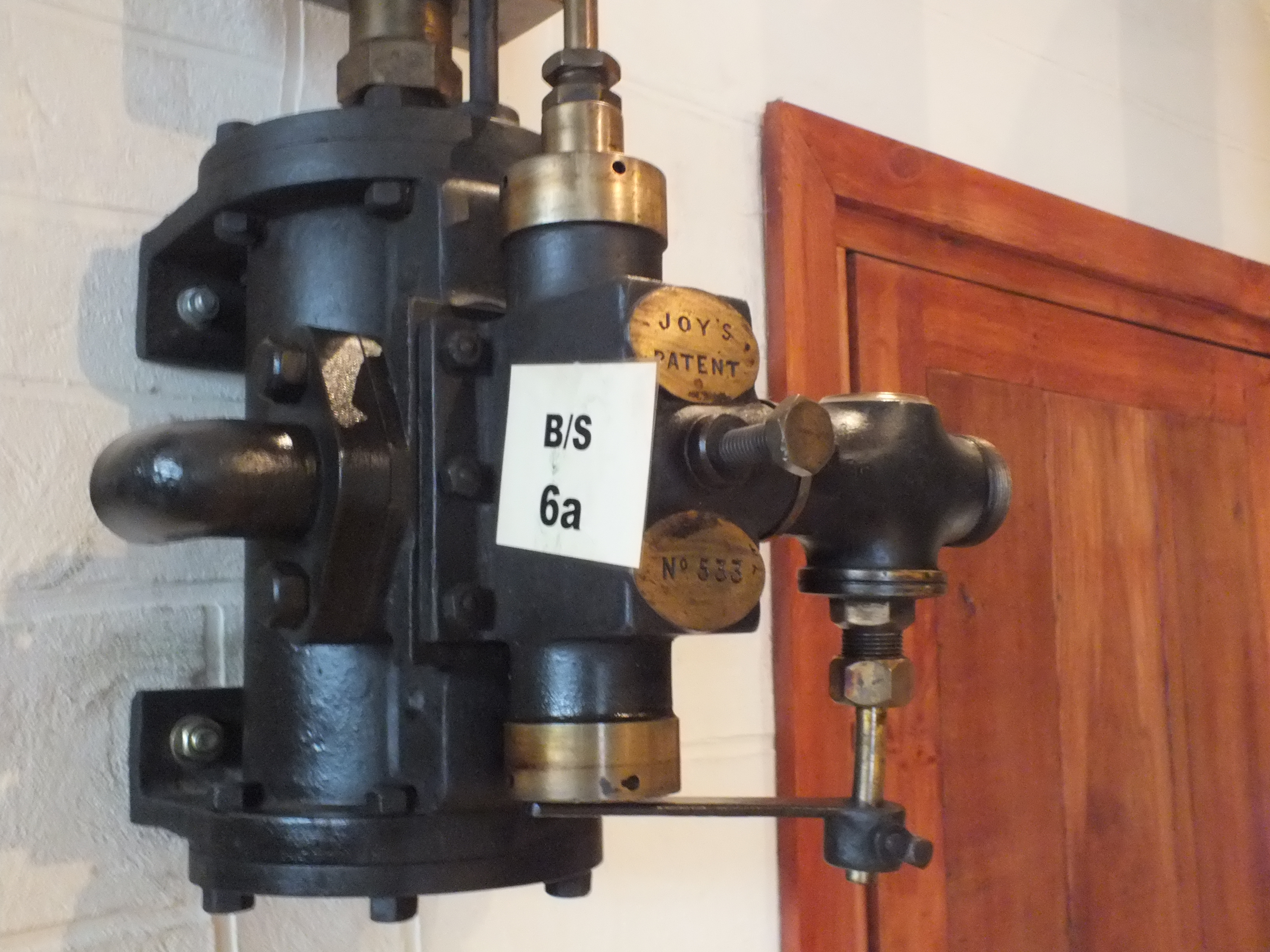
Motor impulsado por agua de un órgano

Durante el siglo XIX, los motores de agua se utilizaron ampliamente en la ciudad de Londres, y funcionaban con agua a alta presión suministrada por la "Compañía de Energía Hidráulica de Londres" a través de su extensa red de tuberías. Incluso cuando los motores eléctricos prácticos entraron en uso, los motores hidráulicos siguieron siendo populares durante algunos años, ya que poseían varias ventajas: eran silenciosos, fiables, baratos, compactos, seguros, y se podía confiar en que funcionaran sin problemas en condiciones de humedad o saturación de agua inadecuadas para los aparatos eléctricos, como las bombas de achique en las minas, donde su capacidad para continuar operando incluso cuando estaban completamente sumergidas fue una ventaja importante.
Otras aplicaciones incluyeron el uso por parte de las compañías ferroviarias, accionando mesas giratorias, grúas y montacargas. Así mismo, este tipo de motores se utilizaron para hacer girar escenarios giratorias en el London Palladium y en el London Coliseum, y para suministrar aire a presión a grandes órganos.

## Motores de columna de agua
El diseño más grande posible de un motor de agua es el denominado motor de columna de agua o máquina de columna de agua (en alemán:  Wassersäulenmaschine ). Dichos dispositivos se usaban con fines de bombeo en diferentes áreas mineras desde mediados del siglo XVIII y uno de ellos fue utilizado, por ejemplo, por Georg Friedrich von Reichenbach en 1810 para bombear salmuera de Berchtesgaden a Reichenhall.
Similar a la función de una bomba de ariete, el agua que entra al motor es transportada por otro medio. Los pistones de diferente tamaño del motor de columna de agua funcionan en un solo eje; su control se asemeja ligeramente al de una máquina de vapor. Los motores de columna de agua se utilizaron en el transporte de salmuera, bombeándola de un lugar a otro.

## Motores de agua en lavadoras

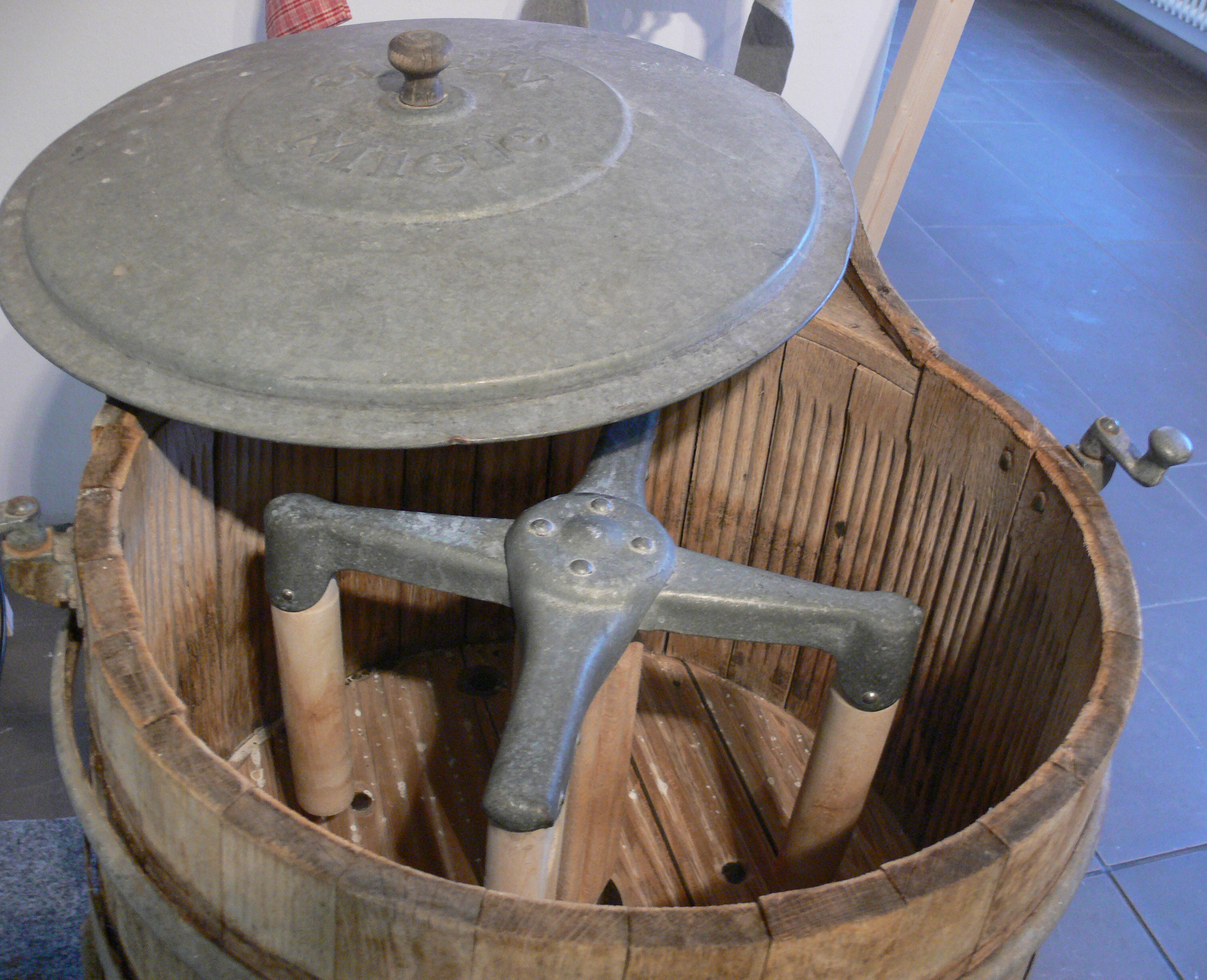
Lavadora Miele de 1915

El motor de agua también se utilizó con éxito en "lavadoras", como por ejemplo la firma Miele que los introdujo a partir de 1920. Estas lavadoras, que eran muy comunes especialmente en las áreas rurales hasta la década de 1960, tenían la forma de una tina de madera con un aspa giratoria incorporada en la parte superior. Esta cruz de paletas giraba con movimientos regulares, oscilando de un lado a otro, accionada por dos pistones que estaban conectados a la red de agua. El efecto de lavado se lograba mediante el movimiento constante de la colada en la tina llena de espuma de jabón y/o agua.
La gran cantidad de agua utilizada no era importante, puesto que a menudo había mucha agua disponible y era muy barata. Además, en los hogares rurales esta agua a menudo se usaba después para otros fines.
Un requisito para el correcto funcionamiento del motor de agua era disponer de la presión suficiente en las tuberías de agua. En tiempos de alto consumo de agua (antes o después del trabajo), la presión del agua a menudo era insuficiente. En inviernos duros, en los que las tuberías de agua se congelaban, el motor de agua no se podía utilizar. Por estas razones, las lavadoras todavía tenían un dispositivo que les permitía rotar manualmente, utilizando la fuerza de los brazos.
Con la invención de la moderna lavadora eléctrica, estas máquinas con sus motores de agua desaparecieron del mercado.